# 井上克一
井上 克一（いのうえ かついち、1957年11月7日 - ）は、東京都出身の俳優。本名は井上 泰夫。
悪役商会所属。身長175cm、70kg。新国劇出身である。
殺陣の師範もしている。趣味・特技は殺陣/唄/ダンスである。

## 出演

### 舞台など
- イエローブリックロード〜オズの魔法使い  ブリキ 役
- エーおせんにキャラメル － ヤクザ、女形 役
- GLOBAL ART PARTY 5
- BAR T
- 和太鼓御木裕樹コンサート
- 滝川健と仲間たち

### テレビ
日本テレビ
- ロンブー龍 - 鈴木一 役
- ハケンの品格第10話
- 大逆転
- 噂の探偵QAZさらば愛しき殺し屋

TBS
- ネプベカス
- 特命!刑事どん亀
- 仰天!人類未体験映像 驚異の10秒SHOW
- 月曜ミステリー劇場
  - 自治会長・糸井緋芽子社宅の事件簿2
  - リストラか我慢か?人間関係最悪の社宅でイジメと連続殺人!
  - 浅見光彦シリーズ17 鬼首殺人事件

フジテレビ
- 金曜エンタテインメント
  - 実録 福田和子 - ヤクザ 役
- 志村けんのだいじょうぶだぁII
- 天気予報の恋人第4話
- スタアの恋第5、11話
- 世にも奇妙な物語

テレビ朝日
- 燃えろ!!ロボコン第16話 - 閻魔大王 役

### 映画
- 双生児
- 淀川長治物語サイナラ神戸篇

### Vシネマ
- 殺しのメロディー - ヤクザ 役
- 狼たちの仁義 - とりたて屋 役

### CM
- 寅壱
- 浅田飴

### ゲーム
- 裏技麻雀〜これって天和ってやつかい〜（梅木）

### その他
- 広島県神石高原町 講演
- あきる野芸術祭 3、5回ゲスト出演